# Mark Tanui
Mark Tanui (7 augustus 1977) is een Keniaanse langeafstandsloper, die is gespecialiseerd in het lopen van wegwedstrijden. Hij won verschillende wedstrijden op Nederlandse bodem, zoals de Posbankloop (2004, 2005), Haagse Beemden Loop (2007), Venloop (2006) en Singelloop Utrecht (2007). Sinds 2010 komt hij ook uit op de marathon. Zijn persoonlijk record van 2:11.02 liep hij bij de marathon van Cannes.

## Persoonlijke records
| Onderdeel           | Prestatie | Datum            | Plaats    |
| ------------------- | --------- | ---------------- | --------- |
| 10 km               | 27.52     | 7 oktober 2007   | Utrecht   |
| 15 km               | 43.47     | 6 mei 2007       | Breda     |
| halve marathon      | 1:01.25   | 27 januari 2008  | Marrakech |
| marathon            | 2:11.02   | 14 november 2010 | Cannes    |
| 3000 m steeplechase | 8.29,8    | 12 juli 2003     | Nairobi   |

## Palmares

### 10 km
- 2005:  Hilversum City Run - 28.43
- 2006:  Goirle - 29.39
- 2006: 4e Wiekloop in De Wijk - 30.34
- 2007:  The Hague Royal - 28.58
- 2007: 5e Gerard Tebroke Memorial - 30.45
- 2007:  Singelloop Utrecht - 27.51,5
- 2007: 4e Parnassia Laan van Meerdervoortloop - 29.27
- 2008:  Oelder Sparkassen Citylauf - 28.31
- 2008: 13e Parelloop - 29.21

### 15 km
- 2004:  Posbankloop in Velp - 45.04
- 2005: 4e Maastrichts Mooiste - 45.09,6
- 2005:  Posbankloop in Velp - 44.37
- 2007:  Haagse Beemden Loop in Breda - 43.47

### 10 Eng. mijl
- 2004: 5e Tilburg Ten Miles - 48.51

### halve marathon
- 2005: 5e City-Pier-City Loop - 1:01.52
- 2006:  Venloop - 1:02.35
- 2006:  halve marathon van Dordrecht - 1:06.27
- 2007:  halve marathon van Dordrecht - 1:01.53
- 2008:  halve marathon van Marrakech - 1:01.25
- 2008:  halve marathon van Praag - 1:02.41
- 2009:  halve marathon van Marrakech - 1:02.38

### marathon
- 2008: 10e marathon van Eindhoven - 2:13.02
- 2009: 5e marathon van Utrecht - 2:11.52
- 2009:  marathon van La Rochelle - 2:12.32
- 2010:  marathon van Cannes - 2:11.02
- 2011:  marathon van Lens - 2:13.19
- 2011: 12e marathon van Reims - 2:13.43
- 2012: 4e marathon van Madrid - 2:12.23
- 2012:  marathon van Metz - 2:12.29
- 2013: 7e marathon van Madrid - 2:14.53
- 2013:  marathon van Metz - 2:13.32
- 2014:  marathon van Metz - 2:16.04
- 2015:  marathon van Lens - 2:16.21
- 2015:  marathon van Metz - 2:13.35